# Mộ Bản Vương
Mộ Bản Vương (? - 53), (48 - 53) là vị quốc vương thứ năm của Cao Câu Ly - một trong ba quốc gia thời Tam Quốc Triều Tiên.

## Bối cảnh
Theo sách "Tam quốc sử ký", Mộ Bản tên là Giải Ưu (Hae U), là con thứ hai của Đại Vũ Thần Vương, em trai của hoàng tử Hồ Đồng, cháu gọi vua Mẫn Trung Vương bằng cậu. Tuy mặc dù từ thời vua Đại Vũ Thần Vương, Giải Ưu đã được phong làm Thái tử, nhưng khi Đại Vũ Thần Vương mất vào năm 44, Mẫn Trung Vương vẫn lên kế vị trong một thời gian ngắn. Đến năm 48, khi vua Mẫn Trung băng hà, Giải Ưu lên ngôi, tức Mộ Bản Vương.
Tuy nhiên, theo sách "Tam quốc di sự", Mộ Bản lại là anh trai của Mẫn Trung Vương.

## Trị vì
Theo Tam quốc sử ký, Mộ Bản là người có tính cách dữ tợn và cứng đầu, không bao giờ thay đổi ý quyết định ban đầu. Năm 49, ông gây chiến tranh với nhà Hán (đời vua Hán Quang Vũ Đế) bằng cách tấn công 4 quận Tần Hoàng Đảo, Kế, Trương Gia Khẩu và Thái Nguyên. Đến khi biết lực lượng mình không đủ để chống lại quân Hán, Mộ Bản lại làm hòa với nhà Hán.
Năm 53, Mộ Bản bị một triều thần tên Duro (?) ám sát. Ông được chôn cất ở Mộ Bản Viên (Mobon-won). Trước đó ông đã lập con trai là Ik làm thái tử, nhưng các triều thần đã quyết định đưa Cao Cung (Ko Kung) lên làm vua, tức Thái Tổ Đại Vương. Một số học giả tin rằng Mộ Bản Vương là người cuối cùng của dòng họ Giải bắt đầu với Lưu Ly Vương, vua thứ hai của Goguryeo, và vua thứ sáu Thái Tổ Đại Vương bắt đầu dòng họ Cao.